# Michel Chandeigne
Michel Chandeigne est un auteur, conférencier, éditeur, libraire et traducteur indépendant français, spécialiste de la circumnavigation de Fernand de Magellan et de Juan Sebastián Elcano.
Son domaine d’expertise couvre le monde lusophone (culture, histoire, littérature, poésie), l’expansion maritime du Portugal aux XVIe et XVIIe siècles, la cartographie de la Renaissance ainsi que le monde arctique (histoire du Spitzberg et du Groenland).

## Biographie et formation
À la suite d'une vocation d’agronome née d’une rencontre déterminante avec René Dumont en 1974,, Michel Chandeigne entreprend des études de biologie,. 
Formé dans le même temps par René Jeanne à la typographie et dirigé par Raymond Gid,, il imprime son premier livre en 1981,, et reçoit le prix de l’association Guy Lévis Mano en 1983 pour une édition bilingue du poème de Parménide,.
Il est nommé, de 1982 à 1984, professeur de biologie au Lycée français Charles Lepierre de Lisbonne.
À son retour en France en juin 1984, il installe son atelier à La Clayette et commence à imprimer, débutant avec Dominique Fourcade une collaboration qui dure encore aujourd’hui.
C'est alors qu'il s'attache aux caractères créés par Hermann Zapf (Optima, Renaissance Antiqua), qui vont être une de ses marques de fabrique,.

## Éditeur, imprimeur, libraire et typographe
En 1986, Michel Chandeigne installe son atelier 10 rue Tournefort (Paris), créant dans le même lieu la Librairie Portugaise et Brésilienne,,.
Y verront le jour, jusqu’en 1998,, une cinquantaine d’ouvrages typographiques, comme Les œuvres complètes de Sappho,, mais aussi des textes contemporains comme ceux de Dominique Fourcade, (parfois avec des collaborations du peintre Pierre Buraglio), Marcel Cohen (écrivain), Pascal Quignard ou encore Bernard Collin, ainsi que de nombreuses traductions (Wallace Stevens, Paul Celan, etc.),. 
En 1992, il fonde la maison d’édition indépendante Chandeigne (160 titres en 2013) avec Anne Lima qui en prend la direction,,. 
En 2012, la Librairie Portugaise et Brésilienne, aujourd’hui unique en France, et une des rares en Europe, déménage près du Panthéon (Paris), sur la place de l’Estrapade, plus exactement 19-21 rue des Fossés-Saint-Jacques.

## Auteur, conférencier et traducteur
À partir de 1992, Michel Chandeigne intervient régulièrement à la radio (Panorama (émission radiophonique) de France Culture), dans des bibliothèques (présentations et lectures de poésie portugaise), puis entame une activité régulière de conférencier dès 2000.
Simultanément, il dirige plusieurs ouvrages aux éditions Autrement, et publie une quarantaine de traductions du portugais chez divers éditeurs (éditions Gallimard, Christian Bourgois éditeur, les éditions de la Différence, L’Escampette, Lettres Vives),,. 
Sous le nom de Xavier de Castro,,, Michel Chandeigne a également réalisé une dizaine d’ouvrages aux éditions Chandeigne, dans la collection Magellane,,, « devenue une collection de référence sur l’histoire de l’exploration » du XVe au XVIIIe,, et riche de : « 52 titres publiés » en 2020.
En 2007, il y signe, en collaboration avec la traductrice Jocelyne Hamon, l’historien portugais Luís Filipe Thomaz et l’anthropologue et historienne Carmen Bernand (préface), un ouvrage en deux volumes : Le voyage de Magellan (1519-1522). La relation d’Antonio Pigafetta et autres témoignages,, qui fut doublement récompensé en 2008 (Grand Prix Spécial du Livre Corderie Royale – Hermione et le Prix du Cercle de la Mer).
En 2011 (puis en 2019 pour la deuxième édition remaniée), Michel Chandeigne publie Idées reçues sur les grandes découvertes (XVe et XVIe siècles),,,.
En 2022, il participe au documentaire en quatre volets de François de Riberolles diffusé sur Arte et Arte.tv : L'incroyable périple de Magellan.

## Publications (sélection)

### Principaux ouvrages[27],[4]
- José E. Mendes Ferrão (version française refondue et augmentée de Xavier de Castro) (trad. du portugais), Le voyage des plantes et les Grandes Découvertes (4e édition), Paris, Chandeigne, coll. « Magellane », 2020 (ISBN 978-2-367321-16-5).
- Xavier de Castro (Michel Chandeigne) et Jean-Paul Duviols, Idées reçues sur les Grandes Découvertes : XVe – XVIe siècles (2e édition), Paris, Chandeigne, coll. « Magellane poche », 2019 (ISBN 978-2-36732-188-2)[31].
- Xavier de Castro, Le voyage de Magellan : la relation d’Antonio Pigafetta du premier voyage autour du monde, 2e édition, Paris, Chandeigne, coll. « Magellane poche », 2019 (ISBN 978-236 732 1257).
- Gerrit de Veer (trad. notes et préface de Xavier de Castro), Prisonniers des glaces 1594-1597. Les expéditions de Willem Barentsz le premier hivernage dans les glaces et la découverte du Spitzberg, 4e édition, Paris, Chandeigne, coll. « Magellane poche », 2018 (ISBN 978-2-36732-157-8)[11].
- Xavier de Castro (directeur) (trad. Xavier de Castro, préf. Rui Loureiro), La découverte du Japon par les Européens (1543-1552), Paris, Chandeigne, coll. « Magellane », 2013 (ISBN 978-2-915540-95-6).
- Antonio Cavazzi de Montecuccolo (directeur et notes : Xavier de Castro) (trad. Alix du Cheyron d’Abzac et Xavier de Castro, préf. John Thornton et Linda Heywood), Njinga, reine d’Angola (1582-1663). La relation d’Antonio Cavazzi de Montecuccolo, Paris, Chandeigne, coll. « Magellane », 2010 (ISBN 978-2-36732-087-8).
- Xavier de Castro (Michel Chandeigne), Jocelyne Hamon et Luís Filipe Thomaz (préf. Carmen Bernand et Xavier de Castro), Le voyage de Magellan (1519-1522). La relation d'Antonio Pigafetta et autres témoignages, Paris, Chandeigne, coll. « Magellane », 2007 (nouvelle édition révisée 2010), 1086 p., 2 volumes (ISBN 978-2915540574, BNF 41138016).
- Michel Chandeigne (directeur, ouvrage collectif), Lisbonne, la cité atlantique, Paris, Autrement, coll. « Revue Autrement Monde », 1998 (ISBN 978-2-86260-801-3).
- Michel Chandeigne (directeur et auteur), Goa (1510-1685). L’Inde portugaise, apostolique et commerciale, Paris, Autrement, coll. « Mémoires », 1996 (ISBN 978-2-862605784)[36].
- Michel Chandeigne (directeur, ouvrage collectif), Lisbonne hors les murs. 1415-1580. L'invention du monde par les navigateurs portugais, Paris, Autrement, coll. « Mémoires », 1992 (ISBN 978-2862603094).

### Sélection de traductions (poésies et prose)[27],[4]
- Fernando Pessoa (trad. Michel Chandeigne et Joanna Cameira Gomes, préf. Maria José de Lancastre et Joanna Cameira Gomes), Lisbonne revisitée Anthologie, Paris, Chandeigne, coll. « Bibliothèque Lusitane », 2017 (ISBN 978-2-36732-170-7)[38],[39].
- Al Berto (trad. Michel Chandeigne et Ariane Witkowski), Salsugem, Bordeaux, L'Escampette, 2004 (ISBN 9782914387330).
- Eugénio de Andrade (trad. Michel Chandeigne,  Patrick Quillier et Maria Antónia Câmara Manuel, préf. Patrick Quillier), Matière solaire suivi de Le Poids de l'ombre et de Blanc sur blanc, Paris, Gallimard, coll. « Poésie N°395 », 2004 (ISBN 9782070314683)[40].
- Michel Chandeigne (directeur) (trad. Michel Chandeigne, Magali de Carvalho, Max de Carvalho, Michelle Giudicelli et Patrick Quillier, préf. Robert Bréchon, introduction de Michel Chandeigne), Anthologie de la poésie portugaise contemporaine (1935-2000), Paris, Gallimard, coll. « Poésie n° 388 », 2003 (ISBN 9782070423736)[3].
- Adam Zagajewski (trad. du polonais par Maja Wodecka et Michel Chandeigne), Mystique pour débutants, et autres poèmes, Paris, Librairie Arthème Fayard, 1999 (ISBN 2-213-60340-5).
- António Ramos Rosa (trad. Michel Chandeigne, préf. Robert Bréchon), Le cycle du cheval suivi d’Accords, Paris, Gallimard, coll. « Poésie no 325 », 1998 (ISBN 9782070403219)[note 1].
- Nuno Júdice (trad. Michel Chandeigne, préf. António Ramos Rosa), Un chant dans l’épaisseur du temps suivi de Méditation sur des ruines, Paris, Gallimard, coll. « Poésie no 306 », 1996 (ISBN 978-2070329472).
- Sophia de Mello Breyner Andresen (trad. Michel Chandeigne, préf. Vasco Graça Moura), La nudité de la vie, anthologie, Bordeaux, L’Escampette, 1996 (ISBN 9782909428451).
- Eugénio de Andrade (trad. Michel Chandeigne), Office de la patience, Bruxelles, Orfeu-Livraria Portuguesa, 1995[40].
- Fernando Pessoa (trad. Michel Chandeigne, Françoise Laye et Jean-François Viegas), Œuvres VIII : le Chemin du serpent, Paris, Christian Bourgois, 1991 (ISBN 9782267019551).
- António Ramos Rosa (trad. Michel Chandeigne, préf. Robert Bréchon), Le livre de l’ignorance, Paris, Lettres vives, coll. « Terre de poésie », 1991 (ISBN 9782903721442).
- Camilo Pessanha (trad. Michel Chandeigne Ariane Witkowski), Clepsydre (poésies complètes), Paris, Éditions de la Différence, coll. « Orphée », 1991 (ISBN 9782729106485).
- Fernando Pessoa (trad. Patrick Quillier, Michel Chandeigne, Maria Antónia Câmara Manuel), Œuvres I, II et V, Paris, Christian Bourgois, 1988 (ISBN 978-2267005424 et 978-2267005431).

## Sélection de conférences en ligne
- Colloque 2018 : les aliments voyageurs, de Michel Chandeigne, de UNESCO Chair Food, 2018 [présentation en ligne].
- Sur la route de Colomb et Magellan : idées reçues sur les Grandes Découvertes, de Michel Chandeigne et Jean-Paul Duviols, de Cary Lucy, 1er décembre 2011 [présentation en ligne].
- Magellan et l’image du monde, de Michel Chandeigne (2008), de Transboréal (éditions), 2008 [présentation en ligne].

## Sélection d’émissions de radio en ligne
Circumnavigation de Fernand de Magellan et de Juan Sebastián Elcano
- Michel Chandeigne, « Il y a 500 ans, avec Magellan, le premier tour du monde « complètement par hasard » », France Culture (émission : Savoirs de Pierre Ropert), 20 septembre 2019 (consulté le 26 juillet 2020).
- Michel Chandeigne, « Fernand de Magellan, l’explorateur », France Inter (émission : Le Temps d’un Bivouac de Daniel Fiévet), 25 juin 2019 (consulté le 31 juillet 2020).

Monde lusophone (littérature, histoire poésie, prose)
- Michel Chandeigne, Béatrice Guéna, Patrick Quillier et Claude Arnaud, « Fernando Pessoa (1888-1935), écrivain pluriel », France Culture (émission : Toute une vie), 14 avril 2020 (consulté le 26 juillet 2020).
- Michel Chandeigne, « 300 ans de naufrage sur la route des Indes », Étonnants Voyageurs (Les débats audios), 2017 (consulté le 31 juillet 2020).

### Sources historiques connexes
- Romain Bertrand, Hélène Blais, Guillaume Calafat et Isabelle Heullant-Donat, L’exploration du Monde. Une autre histoire des Grandes Découvertes, Paris, Seuil, coll. « L’Univers historique », 2019 (ISBN 978-202 140 62 52).
- Dejanirah Couto, « Les cartographes et les cartes de l’expédition de Fernand de Magellan », Anais de História de Além-Mar XX, vol. 20, no octobre,‎ 2019, p. 81-120 (lire en ligne, consulté le 12 juillet 2020).
- (es) Enriqueta Vila Vilar (dir.) et Juan Gil Fernández, Magallanes en Sevilla, Sevilla, Editorial Universidad de Sevilla-Secretariado de Publicaciones, 2019 (ISBN 978-8447228591), « Magallanes y Sevilla », p. 37-64[41].
- (pt) José Manuel Garcia (historien), Fernão de Magalhães: Herói, Traidor ou Mito: a História do Primeiro Homem a Abraçar o Mundo, Queluz de Baixo, Manuscrito, 2019 (ISBN 9789898975256).
- Dejanirah Couto, « Autour du Globe? La carte Hazine n°1825 de la bibliothèque du Palais de Topkapi, Istanbul », CFC, vol. 216, no juin,‎ 2013, p. 119-134 (lire en ligne, consulté le 14 juillet 2020).
- Catherine Hofmann, Hélène Richard et Emmanuelle Vagnon, L'âge d'or des cartes marines. Quand l’Europe découvrait le monde, Paris, Seuil, 2012 (ISBN 978-2021084436).
- (es) Juan Gil Fernández, El exilio portugués en Sevilla — de los Braganza a Magallanes, Sevilla, Fundación Cajasol, 2009 (ISBN 978-84-8455-303-8).
- (pt) José Manuel Garcia (historien), A viagem de Fernão de Magalhães e os portugueses, Lisboa, Editorial Presença, 2007 (ISBN 9789722337519).
- Bartolomé de Las Casas, Histoires des Indes (trois volumes), Paris, Seuil, 2002 (ISBN 9782020525374, lire en ligne).
- Sonia E. Howe, Sur la route des épices, Rennes, Terre de Brume, 1994 (ISBN 978-2908021158).
- (pt) Avelino Texeira da Mota (dir.) et Luís Filipe Thomaz, A viagem de Fernão de Magalhães e a questão das Molucas, Actas do II colóquio luso-espanhol de História ultramarina, Lisboa, Jicu-Ceca, 1975, « Maluco e Malaca », p. 27-48.